# Thomas Körner (Cartoonist)

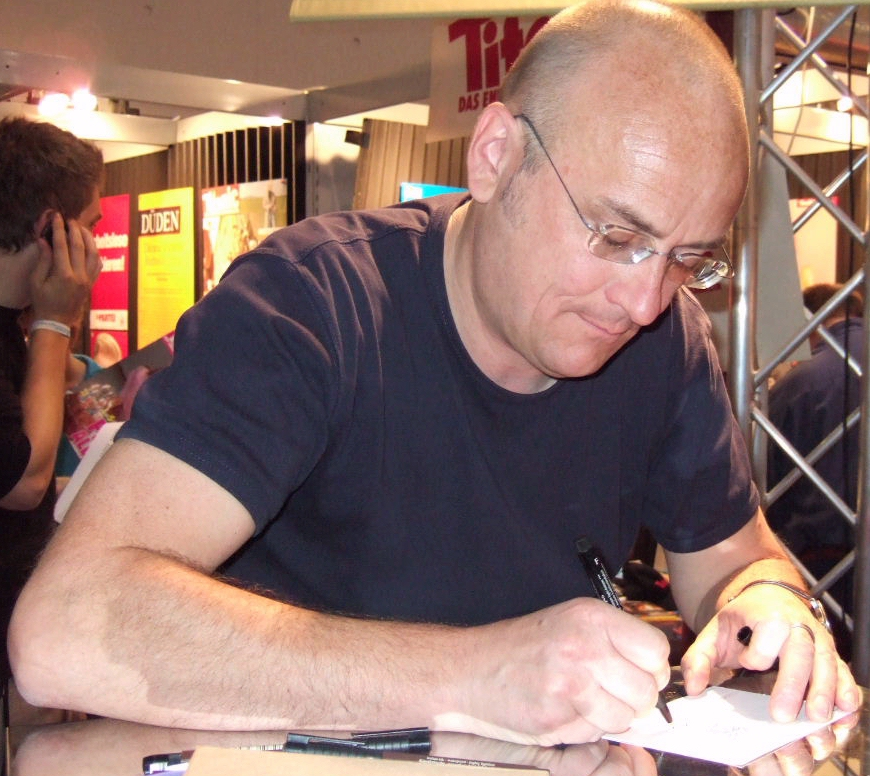
Thomas Körner 2006

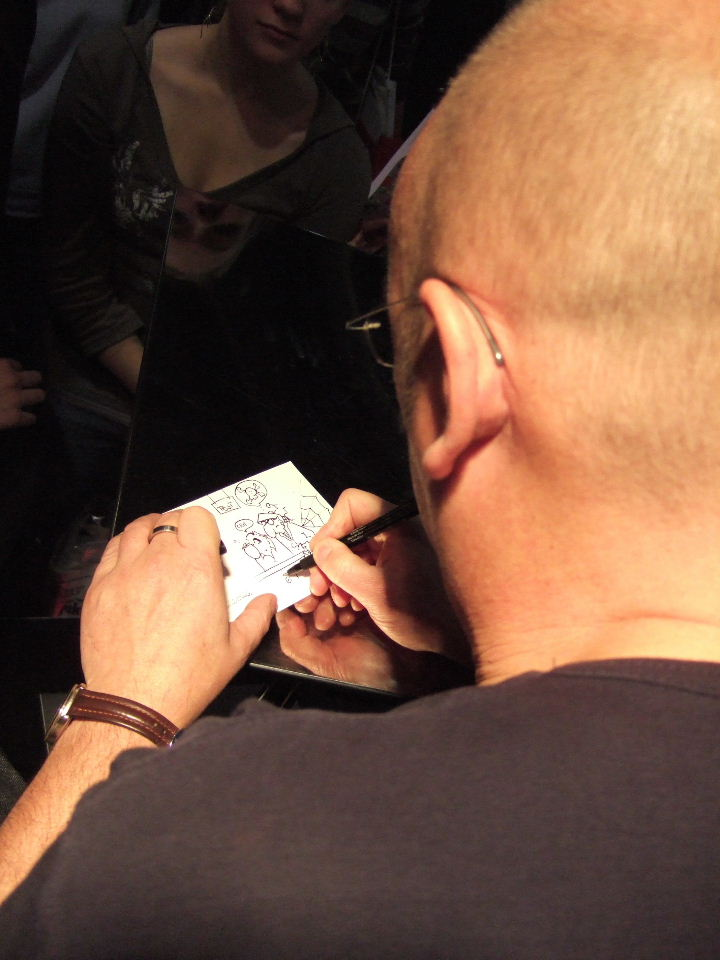
Thomas Körner über die Schulter geschaut, im Oktober 2006

Thomas Körner (* 30. Januar 1960 in Säckingen), alias TOM, ist ein deutscher Cartoonist. Sein Comic-Strip Touché erscheint seit 1991 täglich auf der Satireseite Die Wahrheit der taz. Körners Schwerpunkt ist die Situationskomik.

## Werdegang
Körner wuchs in Lörrach auf, verbrachte viel Zeit im Schwimmbad und machte am Hans-Thoma-Gymnasium sein Abitur. Er lebt seit 1981 in Berlin und studierte Politik. 
Im Alter von 30 Jahren entschied er sich für den Beruf des Comic-Zeichners. Nach eigenen Angaben denkt Thomas Körner mittlerweile über alles, was er sieht, wie in seinen Comic-Strips nur noch in drei Bildern.
Im Neckarsulmer Sportbad zieren seit 2014 Figuren von Körner die Wände und Türen.

## Veröffentlichungen
- Witzbildchen, 1992.
- Onkel Toms Hütte, 1994.
- Super, Tom! Verlag Jochen Enterprises, April 1994, ISBN 3-9803050-6-6.
- 1000 Touché. Verlag Achterbahn, ISBN 3-89719-180-6. Die taz-Folgen 1991 bis 1995.
- Touché 2000. Verlag Achterbahn, ISBN 3-89719-181-4. Die taz-Folgen 1995 bis 1998.
- Ohne Gummi ’n Fuffi extra. Verlag Achterbahn, ISBN 3-89719-182-2.
- Im Land des Lächelns. Verlag Achterbahn, ISBN 3-89719-183-0. Eine erste Best-of-Sammlung.
- 2500 Touché. Verlag Achterbahn, ISBN 3-89982-235-8. Die taz-Folgen 1998 bis 2000.
- Cover & Illustrationen zu Mathias TietkeYoga für Bad & WC, Eichborn Verlag 2000, ISBN 978-3-8218-3570-9
- 3000 Touché. Verlag Achterbahn, ISBN 3-89982-236-6.
- 3500 Touché. Verlag Achterbahn, ISBN 3-89982-212-9.
- 4000 Touché. Achterbahn-Verlag, Oldenburg (Olbg) 2005, ISBN 3-89982-262-5.
- Tom Kalender. Verlag Achterbahn, ISBN 3-89719-435-X. Kalender für das Jahr 2003.
- Tom Kalender. Verlag Achterbahn, ISBN 3-89982-011-8. Kalender für das Jahr 2005.
- Tom Kalender 2006. Lappan Verlag, ISBN 3-8303-7153-5. Wochenkalender für das Jahr 2006.
- Tom Kalender 2007
- Tom Kalender 2008
- 4500 Touché. Verlag Achterbahn, ISBN 3-89982-280-3, 2007.
- 5000 Touché. Verlag Achterbahn, ISBN 3-89982-300-1, 2008.
- Tom Kalender 2009
- Illustrationen zu Ralf Sotscheck Nichts gegen Iren – Psychogramm eines komischen Volkes, Edition Tiamat im Verlag Klaus Bittermann, Berlin 2009 ISBN 978-3-89320-131-0
- Tom Kalender 2010. Lappan Verlag, ISBN 978-3-8303-7285-1.
- 5500 Touché. Verlag Achterbahn, ISBN 978-3-89982-316-5, 2010.
- Tom Kalender 2011. Lappan Verlag, ISBN 978-3-8303-7310-0.
- 6000 Touché. Verlag Achterbahn, ISBN 978-3-8303-8004-7, 2012.
- 6500 Touché. Lappan Verlag, ISBN 978-3-8303-8023-8, 2014.
- 7000 Touché. Lappan Verlag, ISBN 978-3-8303-8030-6, 2016.
- 7500 Touché. Lappan Verlag, ISBN 978-3-8303-8033-7, 2018.
- 8000 Touché. Lappan Verlag, ISBN 978-3-8303-8042-9, 2020.
- 8500 Touché. Lappan Verlag, ISBN 978-3-8303-8045-0, 2022.
- ©TOM - 30 Jahre Touché. Lappan Verlag, ISBN 978-3-8303-8046-7, 2022.